# Victor Kofi Agawu
Victor Kofi Agawu referido frecuentemente como V. Kofi Agawu (Hohoe, 28 de septiembre de 1956) es un musicólogo y teórico musical ghanés. Se especializa en semiótica musical y etnomusicología. Es profesor distinguido del Centro de Postgrado de CUNY.

## Educación
Victor Kofi Agawu nació el 28 de septiembre de 1956 en Hohoe, región del Volta, Ghana. Asistió a la Escuela Secundaria Presbiteriana para Niños en Legon (PRESEC) y posteriormente realizó sus estudio de nivel secundaria en la Escuela Achimota. Obtuvo una licenciatura en música de la Universidad de Reading en el Reino Unido en 1977, una maestría en análisis musical del King's College de Londres en 1978 y un doctorado en musicología histórica de la Universidad de Stanford en 1982. También está certificado por la Royal Academy of Music en la enseñanza del canto y por el Royal College of Music en musicalidad y teoría.

## Carrera
Ha enseñado en la Universidad de Princeton, la Universidad de Yale, la Universidad de Cornell, el King's College de Londres, la Universidad Duke, el Haverford College y la Universidad de Oxford. En 2006, fue nombrado profesor de música y estudios africanos y afroamericanos en la Facultad de Artes y Ciencias de la Universidad de Harvard. Regresó a Princeton varios años después y luego enseñó en el Centro de Postgrado de CUNY como profesor visitante, regresando allí en enero de 2019 como profesor de música y ascendiendo al estatus de profesor distinguido en julio de 2019. Sus premios incluyen la Medalla Dent en 1992, otorgada por la Royal Musical Association y la International Musicological Society por su "destacada contribución a la musicología". Agawu ha escrito más de 75 artículos de revistas revisados por pares y ha pronunciado más de 100 discursos de apertura y conferencias invitadas.
En 2009, recibió la Medalla IRC Harrison de la Sociedad de Musicología de Irlanda.

## Publicaciones
Su primer libro y el más citado es Playing with signs: a semiotic interpretation of classical music (1991), que ganó el premio al académico emergente de la Sociedad de Teoría Musical. Su siguiente monografía fue African Rhythm, A Northern Ewe Perspective (1995), que trata sobre la relación e interferencia del idioma ewé y su música en la vida cotidiana, revelando un horizonte más amplio para la expresión rítmica africana. Sus libros más recientes incluyen The African Imagination in Music (2016), Music as Discourse: Semiotic Adventures in Romantic Music (2009) y Representing African Music: Postcolonial Notes, Queries, Positions (2003).